# Поліщук Катерина Олександрівна
Катерина Олександрівна Поліщук (позивний — Пташка, Пташка зі сталі; нар. 31 березня 2001, с. Соснівка Тернопільської області, Україна) — українська поетеса, акторка, парамедик-доброволець Національної гвардії України, учасниця російсько-української війни. Кавалер ордена «За мужність» III ступеня (2022). Почесна громадянка Тернополя (2022).
У 2022 році увійшла до рейтингу «30 до 30: обличчя майбутнього» від «Forbes».

## Життєпис

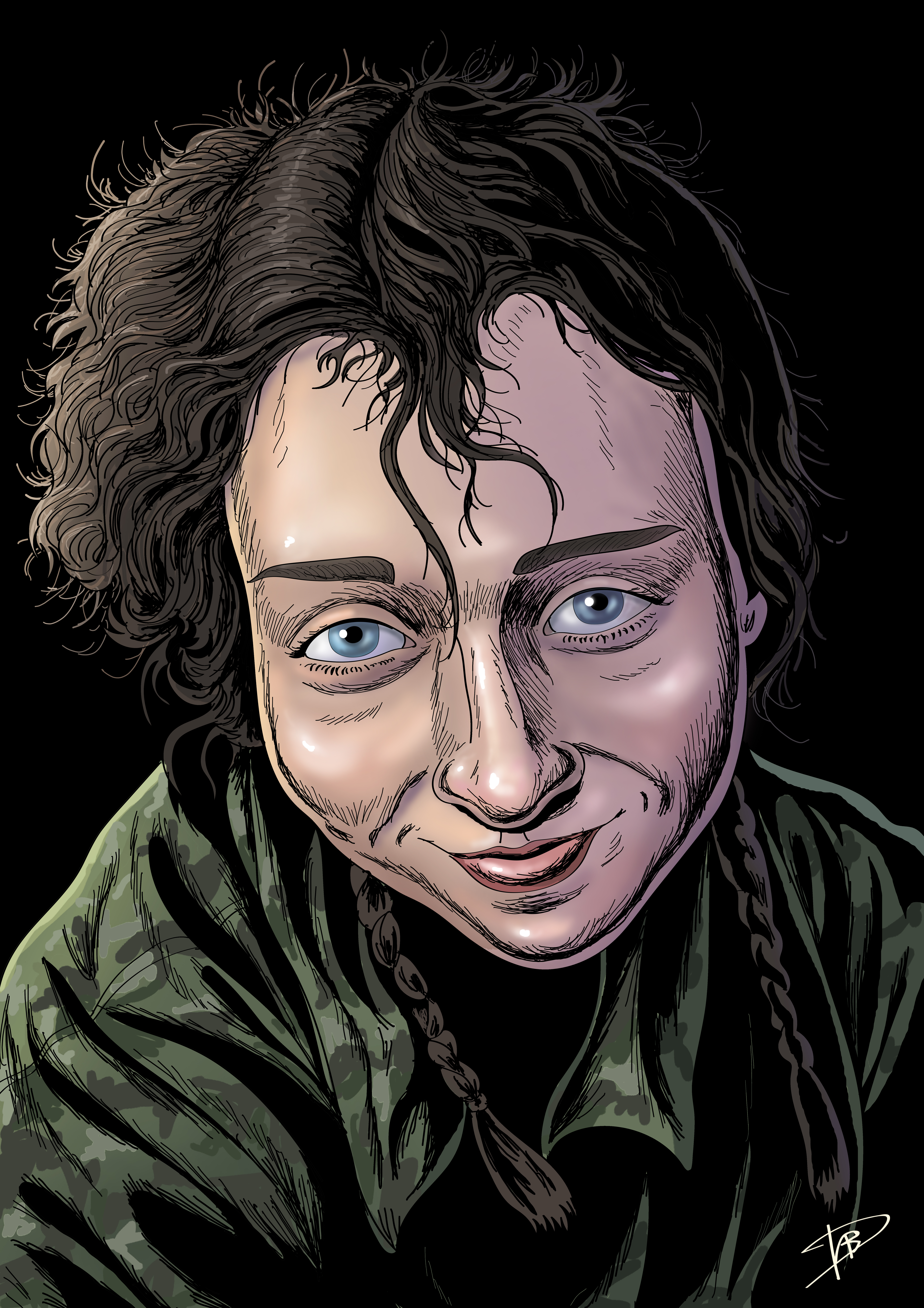
Робота Андрія Данковича

Катерина Поліщук народилася 31 березня 2001 року у селі Соснівці, нині Шумської громади Кременецького району Тернопільської области України.
2020 року закінчила навчання у відділі співу Тернопільського мистецького фахового коледжу, працювала в київській мотошколі «The Riders».
Навесні 2021 року у Києві пройшла курси домедичної допомоги та вирушила надавати допомогу бійцям в зону бойових дій на Донеччину.
Парамедик медичного батальйону «Госпітальєри». Під час війни 2022 приїхала працювати до госпіталя в Маріуполі. Росіяни розбомбили шпиталь, після чого Катерина з іншими парамедиками потрапила на завод Азовсталь. Стала відома завдяки виконанню кількох українських патріотичних пісень (зокрема «Зродились ми великої години», «Нам не страшний червоний гніт», «Батько наш — Бандера») в підвалах «Азовсталі».
19 травня 2022 року Катерина з іншими медиками та військовослужбовцями, виконуючи наказ президента Зеленського, вийшла з заводу «Азовсталь», після чого всі оборонці «Азовсталі» потрапили у російський полон.
Втратила в оточеному Маріуполі коханого Ярослава та близького друга Віталіка, котрі служили у 36 ОБрМП.
21 вересня 2022 року відбувся обмін полоненими, серед них була й Катерина.
20 листопада 2022 року у фіналі 12-го сезону шоу «Голос країни» виконала українську колискову «Спи, маленький козачок».
Після повернення з полону Пташка долучилася до 59-ої ОМПБр і в березні 2024 воювала на Авдіївському напрямку за населений пункт Первомайське.
В червні 2024 року Катерина повідомила про завершення співпраці з 59-ю ОМПБр.

## Творчість
Вірші друкувалися у газеті «Вільне життя плюс», у поетичних збірках. Авторка збірки поезій «Мелодія душі».
Акторка вистави Лілі Костишин і Богдана Мельничука «Розлучені теж сміються» Тернопільського народного драматичного театру-студії «Сузір'я».

## Нагороди
- орден «За мужність» III ступеня (2 грудня 2022) — за особисту мужність, виявлену у захисті державного суверенітету та територіальної цілісності України, незламність духу і вірність військовій присязі[13];
- почесний громадянин міста Тернополя (22 серпня 2022)[14];
- лауреат конкурсу «Людина року-2022» на Тернопільщині[15].